# Jacqueline Dubut
Pour les articles homonymes, voir Dubut.
Jacqueline Dubut, née en 1939 à Lyon, est une aviatrice française, première femme française pilote de ligne.

## Biographie
Jacqueline Dubut commence sa formation en AeroClub, notamment au Centre de Vol à Voile Lyonnais (CVVL) sur l'aérodrome de Lyon-Corbas.
Licenciée ès lettres, elle sort major de l'école polytechnique féminine,. Elle est embauchée par la compagnie Air Inter comme copilote sur Vickers Viscount. À défaut de pouvoir faire l’ENAC dont l’accès est réservé aux hommes.
Pour suivre l'ultime stage pratique de pilote de ligne lui permettant de piloter par tous les temps, elle doit payer 1 million d'anciens francs. La fondation de la vocation lui décerne une bourse pour lui permettre de financer ce dernier stage (promotion 1966). Le 12 mai 1967, elle devient la première femme pilote professionnelle de première classe.
En 1966, elle reste un an ingénieure au ministère des Transports. Pilote de planeur depuis ses 17 ans, elle ne cesse de voler et devient instructrice de vol à voile.
Jacqueline Dubut-Camus passe, après près de 3000 heures de vol sur les avions d'Air-Inter, son brevet de pilote de ligne. Après avoir été la première femme de France à occuper le poste de copilote, elle devient l'égale des commandants des longs-courrier. Elle effectue sa formation sur un DC-3. Elle vole également sur un Nord 262, transportant 28 passagers, et assure notamment les liaisons Lyon-Toulouse, Paris-Nantes, Paris-Metz et Paris-Quimper.